# Город стоит на голове
«Город стоит на голове» (нем.: Eine Stadt steht kopf) — немецкий комедийный фильм 1932 года, дебютный фильм Густафа Грюндгенса как кинорежиссёра.
Вольная экранизация «Ревизора» Н. В. Гоголя, при этом действие перенесено в современную фильму Германию, съёмки проходили в Штауфен-им-Брайсгау.

## Сюжет
Хайнц, представитель фирмы по продаже бумажных салфеток, оказывается попутчиком в машине ревизора, но поскольку Хайнц флиртует с его спутницей, то быстро оказывается высажен в ближайшем маленьком городке. Там его принимают за ревизора, и нечистая на руку городская администрация готовит ему большой приём. Хайнцу это нравится; особенно с учётом того, что он сблизился с Труде, прекрасной дочерью мэра. Её жених Фред, внутренне кипя, старается не привлекать к себе внимания, поскольку запустил руку в кассу города. Хайнц видит, что за спиной добродушного мэра его коррумпированные советники разворовали городскую казну. Хайнц в виде взяток снова отбирает у них деньги и возвращает в городскую казну. Теперь мэр может спокойно встретить прибытие настоящего ревизора, а также дать дочери благословение на брак с умным и честным Хайнцом.

## В ролях
- Герман Тимиг — Хайнц
- Сзоке Шакалль — бургомистр
- Енни Юго — Труде, его дочь
- Тео Линген — Фред Бергер, её жених
- Генрих Шрот — настоящий ревизор
- Берта Остин — его « белокурое счастье»
- Ариберт Вешер — герр Круз
- Лотте Штейн — фрау Круз
- Майя Брюнс — их дочь
- Фриц Камперс — герр Пелланг
- Карла Бартеель — фрау Пелланг
- Пауль Хенкельс — Берген, портной
- Ханс Деппе — Шульрат Кляйн
- и другие

## Критика
Современная фильму пресса писала, что фильм представляет собой «забавную камерную игру» поставленную «с большим юмором». Газета «Neue Freie Presse» отмелчала:

Сюжет даёт актёрам-персонажам сильные возможности. (…) Сзоке Шакалль, как мэр самого впечатляющего комизма, создаёт очень приятное сочетание сознательного долга и уверенного гонора. Енни Юго, как Трудэ, молодая провинциальная девушка, воспитанная, но все же не без остроумия. (…) Миша Сполянский написал потрясающие куплеты. Постановка Густафа Грюндгенса, которая особенно проявляла мелкобуржуазный юмор, внесла значительный вклад в оживленный успех.